# 제시 어셔
제시 T. 어셔(Jessie T. Usher, 1992년 2월 29일 ~ )는 미국의 배우이다.

## 출연 작품

### 영화
- 틴에이지 (2013) - 다큐멘터리
- 151경기 (2014)
- 인디펜던스 데이: 리써전스 (2016)
- 샤프트 (2019) - 존 섀프트 주니어 역
- 위험한 거짓말들 (2020) - 애덤 역
- 스마일 (2022)

### 텔레비전
- 더 보이즈 (2019-현재)
- 젠 V (2023)